# The Blind Leading the Naked
The Blind Leading the Naked är det tredje albumet av Violent Femmes. Albumet släpptes år 1986 på Slash Records och producerades av Jerry Harrison.

## Låtlista
1. Old Mother Reagan
2. No Killing
3. Faith
4. Breakin' Hearts
5. Special
6. Love & Me Make Three
7. Candlelight Song
8. I Held Her In My Arms
9. Children of the Revolution (cover på T. Rex)
10. Good Friend
11. Heartache
12. Cold Canyon
13. Two People
14. World Without Mercy (endast med på kassettutgåvan)